# Discepole di Santa Teresa del Bambin Gesù
Le Discepole di Santa Teresa del Bambin Gesù sono un istituto religioso femminile di diritto pontificio: le suore di questa congregazione pospongono al loro nome la sigla D.S.T.

## Storia
Le origini della congregazione risalgono all'orfanotrofio aperto a Qualiano dal canonico Antonio Migliaccio, parroco della cittadina: la cura delle orfane fu affidata a delle giovani del paese e, a partire dal 1926, alcune di loro diedero vita a una pia associazione per gestire l'opera.
Migliaccio redasse per la comunità dei regolamenti che furono approvati da Carmine Cesarano, vescovo di Aversa: il 15 dicembre 1932 il vescovo Cesarano rivestì le prime aspiranti dell'abito religioso, dando inizio alla congregazione.
L'istituto ricevette il pontificio decreto di lode il 19 luglio 1969.

## Attività e diffusione
Le suore si dedicano principalmente all'assistenza all'infanzia, specialmente a quella abbandonata, e agli anziani.
Oltre che in Italia, sono presenti nelle Filippine, in Indonesia e in Madagascar; la sede generalizia è a Qualiano.
Alla fine del 2008 la congregazione contava 257 religiose in 31 case.